# Giancarlo Cornaggia-Medici
Giancarlo Cornaggia-Medici (n. 16 decembrie 1904, Milano, Regatul Italiei – d. 23 noiembrie 1970, Milano, Italia) a fost un scrimer ce a reprezentat Italia, medaliat olimpic. A participat la 3 ediții ale Jocurilor Olimpice (1928, 1932, 1936) în care a câștigat o medalie de aur și o medalie de bronz.